# やんちゃくれ
『やんちゃくれ』は、1998年（平成10年）10月5日から1999年（平成11年）4月3日まで放送されたNHK連続テレビ小説の第59作。

## 概要
大阪市の淀川べりの小さな造船所を舞台に、「失敗したらやり直せばいい」がモットーの超ポジティブヒロインが退学・離婚・実家の倒産などの危機を乗り越え、造船所再建を目指す姿を描いた作品。
ヒロインオーディションには1789人の応募から小西美帆が選ばれ、彼女のデビュー作となった。
エンディング5秒では、その時点での渚の、喜び、悲しみ、怒りなどの心境に応じて、渚のさまざまなイラストが表示された。最終週では曜日ごとに出演者が映った。
放送期間平均視聴率は22.5%、最高平均視聴率は26.3%（関東地区、ビデオリサーチ調べ）。
後に桂なお太作画の漫画版が発売された。

## キャスト

### 水嶋家
水嶋渚 → 大庭渚 → 木暮渚
演 - 小西美帆
主人公。高校中退後、新聞社「阪神タイムズ」のアルバイト取材記者となり、ジャーナリストの才能を開花させていく。二度の結婚と離婚・死別などさまざまな事件を乗り越え、フリージャーナリストとして活躍するようになる（朝ドラヒロイン中で屈指の転職回数を持つが、仕事内容自体は取材関係とほぼ一貫している）。ドジョウの着ぐるみをかぶって宣伝したり、公園に出没する痴漢をあぶり出すためのおとりになるなど、仕事のためなら体を張って行動することもある。
水嶋濤子 → 木田濤子
演 - 高田聖子
渚の姉。さばさばした性格で、男勝りの姐御肌。梅林にスカウトされ、紅梅の元で講談の修行を積み、最終回ではタレント業も行う人気講談師（天神堂梅花）となる。
作品中盤では渚より出番が多い。
水嶋欽一
演 - 柄本明
渚と濤子の父。「水嶋造船所」社長。お人好しだが世渡りが下手で、経営難に陥った造船所を一時閉鎖する。一時期はあやめのヒモ同然に落ちぶれて渚を愕然とさせる。
柏木京子
演 - 藤真利子
渚と濤子の母。ガーデンデザイナーで、「重光興産」の麾下にある「ランドスケープ・ジャパン」代表。造船所になじめず、渚が幼い頃に欽一と離婚したため、渚は再会するまでほとんど覚えていなかった（濤子からは家族を捨てたと思われ嫌われている）。
大庭高志
演 - 高橋和也
渚の最初の夫。自転車競技選手で、オリンピックの有力メダリスト候補といわれたが、モスクワ五輪の日本不参加で道を閉ざされ、自暴自棄になっていたところを前から取材で知り合った渚に助けられてスピード結婚。しかし、仕事を辞めてまで自分に尽くす渚にいたたまれなくなり離婚した。離婚後はほとんど登場しなくなったが、後にロス五輪に出場し、入賞（長義和がモデルだが、長はロス五輪不出場）。
木暮勇
演 - 利重剛
渚の2番目の夫。「阪神タイムズ」の敏腕記者で、渚がジャーナリストの道に進むきっかけを与える。「阪神タイムズ」倒産後もフリーのジャーナリストとして活動し、渚と共に「重光興産」の不祥事解明に乗り出すなど、彼女の公私共に良きパートナーとなり結婚する。渚との間に一人娘・栞が生まれるも、本人はそれを見ることなくカンボジアに取材に行った時に、洪水に巻き込まれた子供を助けようとして帰らぬ人となる。漫画版では渚と結婚せず、カンボジアに取材に行くと伝える場面で退場する。
水嶋ハル
演 - 八千草薫
渚と濤子の祖母、欽一の母。年寄り扱いされるのを嫌い、渚・濤子に自分のことを「ハルさん」と呼ばせている。頼りない息子に代わって造船所を切り盛りするが、新造した船の爆破事故を見てショックを受け、失意の内に病死する。

### 水嶋造船所
平田浩介
演 - 南条好輝
「水嶋造船所」の経理担当。欽一の義弟。泣き落としが得意だが、大抵裏目に出る。頼りなさでは欽一といい勝負。
平田徹子
演 - 松谷令子
浩介の妻で、欽一の妹。夫や兄とは対照的にしっかり者。
白保昌吉
演 - 高杉亘
「水嶋造船所」工員。渚に片想いしている。真面目な熱血漢で、「水嶋造船所」に立ち退きを迫った「重光興産」のショベルカーに一人立ち向かって止めようとするなど、勇敢とも無謀とも言える行動を取ることが多い。
木田裕司
演 - 細見大輔
「水嶋造船所」工員。図面作りが得意。濤子に惚れていて、強引にキスを迫ろうとして反対にボコボコにされたことも。自分の設計した船の爆発事故に責任を感じ一時行方をくらますが、昌吉に連れ戻され復帰。最終週で濤子と結婚した。
奥田寛一
演 - Mr.オクレ
「水嶋造船所」工員。気弱だが温厚な性格で、よく昌吉とアキラの抑え役に回る。
鈴木アキラ
演 - 三井智宏
「水嶋造船所」工員。一番の若手で喧嘩っ早い。
津山松造
演 - 国田栄弥
「水嶋造船所」工員。ベテランだが、高齢と造船所の経営難のため引退する。
遠藤正子
演 - 西川ひかる
水嶋家の家政婦。ハルの相談相手。造船所の閉鎖時に退職。
石川克司
演 - 間寛平
「水嶋造船所」の下請工場長。欽一の親友。漫画版では、間寛平本人のギャグを披露した。

### 重光興産
重光数馬
演 - 原田大二郎
不動産会社「重光興産」社長。元は克司と同じく「水嶋造船所」の下請工場長だったが、一代でのし上がり、大阪ウォーターフロント再開発の野望を抱く。目的のためなら手段を選ばず、さまざまな黒い噂が上り、後に不祥事を告発されて逮捕される。
重光欧彦
演 - 海部剛史
数馬の息子、渚の幼馴染。一見キザで嫌みな性格だが、素直になれないゆえの裏返しである。徐々に父のやり方に反発して訣別し、渚と木暮の捜査に協力する。
鷹取修吾
演 - 入川保則
大手銀行の頭取。数馬と癒着している。
鷹取（重光）悦子
演 - 梓真悠子
鷹取の娘、欧彦の妻。数馬の経営拡大のための政略結婚同然だったため、欧彦とは初めから仲が悪い。「重光興産」倒産時に欧彦と離婚しそうになるが、慰謝料を払えないため、結局よりを戻した（漫画版ではそのまま離婚する）。
持田玲子
演 - 水沢アキ
京子の親友で、「ランドスケープ・ジャパン」の共同経営者。
友田夏美
演 - 松永典子
「ランドスケープ・ジャパン」の事務員。

### 阪神タイムズ
角野純一
演 - 逢坂じゅん
新聞社「阪神タイムズ」の編集長、渚・木暮の上司。オネエ言葉が特徴でうさんくさく見えるが、根は優しい。
江口耕造
演 - 五王四郎
「阪神タイムズ」のベテラン記者。
高橋豊
演 - 亀山忍
「阪神タイムズ」の記者。渚の先輩格。
北見三郎
演 - 加藤久詞
「阪神タイムズ」のカメラマン。渚の着替え写真を撮って、彼女の高校中退の原因を作った張本人。
三上恵利子
演 - 元木千早
「阪神タイムズ」の新人社員。高学歴と正社員であることを鼻にかけ、アルバイトである渚を事あるごとにバカにする傲慢な性格。会社が倒産すると、悪態をついて真っ先に見捨て、同僚達から大顰蹙を買った。

### その他
越川
演 - 原田おさむ
主人公の渚が高校を中退して初めて面接を受けた会社の面接官。英語のできない渚を叱咤し、面接会場よりつまみ出す。
富樫早季
演 - 吹石一恵
渚が高校時代に所属していたボート部の後輩部員。渚を慕い、たびたび水嶋家に顔を見せる。
校長先生
演 - 京唄子
校則にやたら厳しく、ひたすらお淑やかさを強制する典型的な古いタイプの教師。ハルとは幼馴染。
山内先生
演 - 大橋壮多
ボート部の顧問。
酒井先生
演 - 阿栗きい
渚の担任教師。
沢田美香
演 - 野島千佳
ボート部キャプテン。裕福な家の出で、渚とは仲が悪い。
馬場朋子
演 - 黒河内優香
ボート部部員。渚の同級生。
立花香織
演 - 車田妙子
ボート部部員。渚の後輩で、巨体。
天神堂紅梅
演 - 秋野暢子
上方の人気女性講談師で、濤子の師匠。濤子の実力を高く評価し、厳しい指導を行う。漫画版では、なぜかたこ焼き屋に変更されている。
天神堂梅林
演 - 旭堂小南陵
講談師、紅梅の師匠。造船所の営業を行っていた濤子をスカウトする。いつも弟子（旭堂南太平洋）を引き連れている。
神林利香
演 - 浅井江理名
作品終盤に登場。涛子（天神堂梅花）に講談師の弟子入り志願する。
金田栄
演 - 花紀京
素性不明の大阪実業界の実力者。時々現れては渚を手助けする謎の人物。「世の中、大事なんは「金（カネ）」と「間（マ）」や！」が口癖で皆から「キントマさん」と呼ばれている。ほとんどこの名前で通っており、本名を知らない人も多い。
あやめ
演 - 床嶋佳子
居酒屋「あやめ」の女主人。欽一と克司のマドンナ的存在。普段は冷静かつ気丈な性格だが、酔っぱらうと人が変わったように泣き上戸となる。
江崎とし
演 - 新屋英子
渚と高志が住むアパートの管理人。後に「重光興産」による立ち退きでアパートを取り壊され、欧彦が父と対立する原因となる。
佐々木満
演 - 佐川満男
高志が勤める自転車工場の社長で、自転車競技のコーチも兼任する。
白鳥さゆり
演 - 天童よしみ
浩介の幼馴染。カラオケ教室の講師を務める。浩介が勝手に彼女の借金を肩代わりした事が、水嶋家に一波乱起こす。
宮川花子
演 - 本人
最終回に登場。本人役で登場し、テレビで濤子と共演する。
講談の常連客
演 - 露の五郎
講談の常連客。かなり厳しい評価をする。
安岡篤
演 - 増田由紀夫
安岡葉月
演 - 中野若葉
作品中盤で、涛子と餃子屋「姑娘（クーニャン）」を経営。

## スタッフ
- 作 - 中山乃莉子、石原武龍[2]
- 音楽 - 大谷幸[2]
- 主題歌 - ウルフルズ「あそぼう」（作詞・作曲 - トータス松本、編曲 - ウルフルズ、吉田建）
- 語り - 中川緑アナウンサー[2]
- 副音声解説 - 関根信昭
- 題字・タイトル映像 - 伊藤有壱
- 大阪ことば指導 - 松寺千恵美、河野元子
- 撮影協力 - 南進造船所、大阪水上バス株式会社
- 制作統括 - 峰島総生
- 制作 - 加賀谷透
- 美術 - 石村嘉孝、山内浩幹、土居京子、中嶋一子
- 技術 - 鈴木文夫、川本光則
- 音響効果 - 野下泰之、吉田秋男、岡田多行、西村康
- 編集 - 狩森ますみ
- 記録 - 藤澤加奈子、松彩素子
- 撮影 - 宮内清吾、清水博巳、島崎康雄、岡本哲二
- 照明 - 細見幸作、高橋英明、中村正則、植田俊弘
- 音声 - 深田次郎、伊藤文王、大成友二、杉本純一、長嶺真二
- 美術進行 - 岡靖治、石田隆則、竹内宏
- 演出 - 佐藤幹夫、田村文孝 / 高橋陽一郎、椰川善郎、吉田努、久保田充

## 放送日程
| 週     | 回数      | 放送日              | 作         | 演出       |
| 1998年 | 1998年    | 1998年              | 1998年     | 1998年     |
| ------ | --------- | ------------------- | ---------- | ---------- |
| 1      | 1 - 6     | 10月05日 - 10月10日 | 中山乃莉子 | 佐藤幹夫   |
| 2      | 7 - 12    | 10月12日 - 10月17日 | 石原武龍   |            |
| 3      | 13 - 18   | 10月19日 - 10月24日 | 石原武龍   |            |
| 4      | 19 - 24   | 10月26日 - 10月31日 | 中山乃莉子 |            |
| 5      | 25 - 30   | 11月02日 - 11月07日 | 中山乃莉子 |            |
| 6      | 31 - 36   | 11月09日 - 11月14日 | 中山乃莉子 | 田村文孝   |
| 7      | 37 - 42   | 11月16日 - 11月21日 | 石原武龍   |            |
| 8      | 43 - 48   | 11月23日 - 11月28日 | 石原武龍   |            |
| 9      | 49 - 54   | 11月30日 - 12月05日 | 中山乃莉子 |            |
| 10     | 55 - 60   | 12月07日 - 12月12日 | 中山乃莉子 |            |
| 11     | 61 - 66   | 12月14日 - 12月19日 | 中山乃莉子 |            |
| 12     | 67 - 72   | 12月21日 - 12月26日 | 中山乃莉子 | 田村文孝   |
| 1999年 |           |                     |            |            |
| 13     | 73 - 78   | 1月04日 - 1月09日   | 中山乃莉子 | 佐藤幹夫   |
| 14     | 79 - 84   | 1月11日 - 1月16日   | 中山乃莉子 |            |
| 15     | 85 - 90   | 1月18日 - 1月23日   | 中山乃莉子 |            |
| 16     | 91 - 96   | 1月25日 - 1月30日   | 中山乃莉子 |            |
| 17     | 97 - 102  | 2月01日 - 2月06日   | 中山乃莉子 |            |
| 18     | 103 - 108 | 2月08日 - 2月13日   | 中山乃莉子 | 高橋陽一郎 |
| 19     | 109 - 114 | 2月15日 - 2月20日   | 中山乃莉子 |            |
| 20     | 115 - 120 | 2月22日 - 2月27日   | 中山乃莉子 |            |
| 21     | 121 - 126 | 3月01日 - 3月06日   | 中山乃莉子 |            |
| 22     | 127 - 132 | 3月08日 - 3月13日   | 中山乃莉子 |            |
| 23     | 133 - 138 | 3月15日 - 3月20日   | 中山乃莉子 |            |
| 24     | 139 - 144 | 3月22日 - 3月27日   | 中山乃莉子 | 久保田充   |
| 25     | 145 - 150 | 3月29日 - 4月03日   | 中山乃莉子 | 佐藤幹夫   |

## 総集編
- 1999年6月28日 - 7月1日17時 - 18時にBS2にて放送された。